# さかさまの空
「さかさまの空」（さかさまのそら）は、SMAPの47枚目のシングル。2012年4月25日にビクターエンタテインメントから発売された。

## 概説
シングルは通常盤、初回限定盤、セブンネットショッピング限定パッケージの3形態で発売。初回限定盤とセブンネットショッピング限定パッケージには「さかさまの空」のミュージック・ビデオと撮影メイキング映像が収録されたDVDが同梱される。セブンネットショッピング限定パッケージは、セブンネットショッピングにおける初の常設オフィシャルショップ「SMAP専門店」で販売される。シングルに同梱されたミュージック・ビデオにはひまわりが起き上がるシーンに効果音が付け加えられていたが、Clip! Smap! コンプリートシングルスにはその効果音が無い。
「さかさまの空」は、NHK連続テレビ小説『梅ちゃん先生』の主題歌。ドラマの世界観とリンクした、女性を応援しているような歌詞に仕上がっている。
ジャニーズ事務所所属の歌手が連続テレビ小説の主題歌を歌うのはこれが初めてであり、SMAP自身もメンバーが一切出演していないテレビドラマの主題歌を担当するのは初めてとなる。
2012年4月9日から10月20日までは、京急本線梅屋敷駅において接近メロディとして使用されていた。これは、『梅ちゃん先生』の舞台が駅の所在する東京都大田区であることと、駅名に「梅」という文字が入っていることにちなんだものである。編曲は塩塚博が手掛けた。
2012年5月21日、めざましテレビの企画『SMAP×めざましテレビ金環日食生体験スペシャル』で本曲が歌われたが、視聴率は同時間帯の民放番組でトップであった。
2012年12月31日に放送された第63回NHK紅白歌合戦で「Moment」とともに「SMAP 2012 'SP」としてメドレーで白組のトリおよび大トリで披露された。

## チャート成績
「さかさまの空」のシングルCDは、2012年5月7日付オリコン週間シングルチャートにおいて初登場1位を獲得した。SMAPにとって同チャートでの1位獲得は「freebird」から14作連続、通算25作目となった。TOP10入りはデビューから47作連続、通算47作目となり、当時B'zが保持していた男性アーティストにおけるTOP10獲得数の最高記録に並んだ。初動売上は13.5万枚であった。

## 収録曲

### CD
1. さかさまの空
作詞:麻生哲朗 作曲・編曲:菅野よう子
  - NHK連続テレビ小説『梅ちゃん先生』主題歌
2. Keep my love
作詞:藤末樹・MIZUE 作曲・編曲:藤末樹
3. さかさまの空 (back track)
4. Keep my love (back track)

### DVD
※初回限定盤・セブンネットショッピング限定パッケージのみ
1. さかさまの空 （Music Video）
2. さかさまの空 （Music Video メイキング映像）

## 収録アルバム
- GIFT of SMAP（#1）
- SMAP 25 YEARS（#1）